# (30771) 1986 PO2
1986 بي أو 2 (ويعرف أيضًا باسم (30771) 1986 بي أو 2 وفق تسمية الكوكب الصغير) (بالإنجليزية: 1986 PO2)‏ هو كويكب ضمن حزام الكويكبات؛ وترتيبه 30771 من حيث الاكتشاف.
اكتُشف هذا الجُرم الفلكي بواسطة اليانور إف. هيلين في 1 أغسطس 1986.

## وصلات خارجية
- (30771) 1986 PO2 في قاعدة بيانات مختبر الدفع النفاث لأجرام النظام الشمسي الصغيرة

- الاكتشاف · مخطط المدار ·  العناصر المدارية · المعلمات المادية

- (30771) 1986 PO2 على موقع ويكي سكاي: DSS2, SDSS, GALEX, IRAS, Hydrogen α, X-Ray, Astrophoto, Sky Map, Articles and images